# Torsten Wude
Torsten Wude (* 19. November 1965 in Görlitz; † 3. Mai 2020) war ein deutscher Fußballspieler.

## Sportliche Laufbahn

### Gemeinschafts- und Vereinsstationen
Torsten Wude begann in Riesa organisiert Fußball zu spielen: Zunächst unter Übungsleiter Rudi Schneider bei der Betriebssportgemeinschaft Lokomotive, bevor er 1975 zum lokalen Schwergewicht BSG Stahl wechselte. Drei Jahre später folgte die Delegierung in den Nachwuchsbereich des amtierenden DDR-Meisters SG Dynamo Dresden. Im Sommer 1984 gelang ihm aus dem Juniorenoberligakader des späteren Bundesligacoachs Eduard Geyer, mit dem er 1983/84 Vizemeister geworden war, die Nominierung für die SGD-Zweitvertretung in der zweitklassigen Liga.
Bereits ein Jahr zuvor hatte er zehn Minuten  Erstligaluft geschnuppert, als die Gelbschwarzen am 21. Spieltag der Oberligasaison 1982/83 eine herbe 1:5-Auswärtsniederlage beim FC Vorwärts Frankfurt/Oder hinnehmen mussten. Drei Jahre dauerte es, bis der frühere Juniorenauswahlkapitän wieder eine Einsatzchance in der höchsten Spielklasse des DDR-Fußballs erhielt. Zur Kernmannschaft des sächsischen Vorzeigeteams gehörte er allein 1986/87, als der gelernte Maschinen- und Anlagenmonteur 16 Punktspiele bestritt und somit zur Vizemeisterschaft der Dynamos hinter dem Serienchampion BFC Dynamo beitrug.
Nachdem Torsten Wude in der darauffolgenden Spielzeit nur zwei Partien in der Oberligaelf der Dresdner verzeichnen konnte, schloss er sich zum Jahreswechsel 1987/88 der BSG Stahl Riesa an. Den Absturz der Stahlwerker in die Zweitklassigkeit vermochte der ehemalige Nachwuchsnationalspieler, der in der Rückrunde fünfmal im Riesaer Dress eingesetzt wurde, mit seinen Teamkollegen nicht zu verhindern. Von 1988 bis Ende 1990 lief die Defensivkraft in 61 Spielen in der Liga für die Mannschaft aus dem Stadion der Stahlwerker „Ernst Grube“ auf. Im wiedervereinigten Deutschland fehlen bisher nachweisbare Spuren Wudes im höherklassigen Fußball.

### Auswahleinsätze
1983 gehörte Wude zu jener DDR U-18, die auf Kuba den einzigen Sieg einer DFV-Auswahl bei den Jugendwettkämpfen der Freundschaft einfuhr. Dem mit Blick auf die späteren Karrieren im Männerfußball äußerst prominent besetzten Jahrgang um Andreas Thom, Ulf Kirsten, Olaf Marschall und Matthias Lindner gelang auch die Qualifikation für die Junioren-EM 1984. Wude führte das Aufgebot von Frank Engel in der Sowjetunion als Mannschaftskapitän an. Die DDR-Junioren konnten als Tabellendritter der Vorrundengruppe C jedoch nicht den Einzug ins Halbfinale erreichen.
Aufgrund seiner herausgehobenen Stellung im Juniorenauswahlkader und der Rückkehr in die Dresdner Oberligaelf gaben ihm die DFV-Trainer später auch in der ostdeutschen U-21 eine Chance. Bleibende Eindrücke, die eine Berufung in die A-Auswahl hätten ermöglichen können, hinterließ der Libero in seinen vier Einsätzen 1986 aber nicht.